# Vocoder
Vocoder (do Inglês, a contração de "voz + codificar") é um instrumento analisador e capaz de sintetizar a voz humana. Ele funciona como um codificador vocal. Sua função principal no campo de música é de tornar a voz humana numa voz sintetizada. O vocoder foi introduzido nos anos de 1930, originalmente para aplicações no campo de telecomunicações com fins de codificar a voz para transmissão eletrônica com seu uso primário sendo comunicação de rádio segura (i.e. protegida), em que a voz tem que ser digitalizada, criptografada e, então, transmitida num canal de banda vocal estreita.

## Vocoder na Música

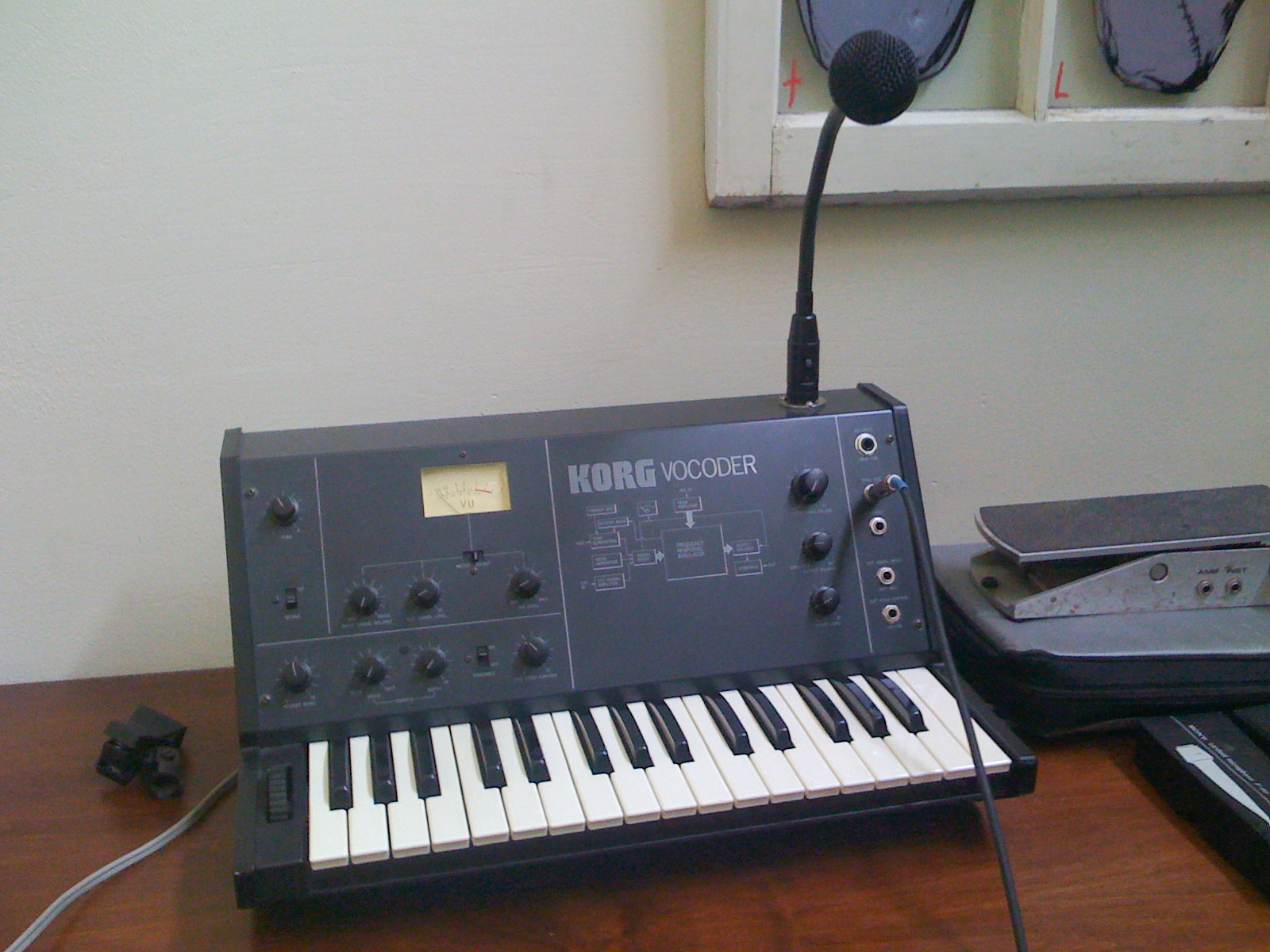
Vocoder Korg VC-10

A compositora Wendy Carlos e o inventor e músico Robert Moog, desenvolveram alguns dos primeiros vocoders para fins musicais nos anos 1970.
No filme Sgt. Pepper's Lonely Hearts Club Band, a voz da cantoria robótica da canção dos Beatles, "Mean Mr. Mustard", foi obtida com o uso de um vocoder.
Artistas e bandas que já usaram vocoder em pelo menos uma de suas músicas
- Imogen Heap - Em Hide and Seek
- Cash Cash - em todas
- Pink Floyd - em Sheep, e em quase todo o álbum Animals, e em "A New Machine" (partes 1 e 2, do álbum A Momentary Lapse of Reason);
- Queen - em Radio Ga Ga e Machines, ambas músicas do albúm "The Works".
- Gang 90 e As Absurdettes - em Nosso Louco Amor;
- Devo - em muitas de suas canções, como "Beautiful World", "Time Out For Fun" e "Here To Go".
- Ira! - em Flerte Fatal e em apresentações ao vivo;
- Kraftwerk - na maior parte de suas músicas, com destaque para The Robots;
- Lulu Santos - em Condição;
- Daft Punk - em quase todas as músicas, como: Television Rules the Nation, One More Time, Technologic, entre várias outras;
- Air - em várias músicas, destacando Radio #1.
- Ed Motta - em "Vendaval"
- Avenged Sevenfold - em Lost.
- T-Pain - em todas
- Kesha - em apresentações ao vivo (normalmente com We R Who We R e com Take It Off).
- Pepeu Gomes- Em Ela é Demais.
- Christina Aguilera - em Elastic Love
- Zapp (Roger Troutman) em quase todas as músicas, destacando Computer Love, I can make you dance, More bounce to the ounce.
- Michael Jackson - em P.Y.T (Pretty Young Thing)
- Fresno - em Icarus
- Neil Young - em Transformer Man
- Jean Michel Jarre - em Revolution, entre outras
- Ariana Grande - em Intro e em Dangerous Woman
- Coldplay - em O
- Britney Spears - em If I'm Dancing (Glory)
- Fear, and Loathing in Las Vegas (Banda)
- Taylor Swift - em Delicate (reputation)
- Madonna - em Nobody's Perfect (Music)
- Phil Collins - em In The Air Tonight[2]
- Kim Petras - In The Next Life

## Vocoder na Telecomunicação
Na telecomunicação, Homer Dudley, um físico da Bell Laboratories, em Nova Jersey, EUA, já fazia apresentações do vocoder, desenvolvido em 1939.

## Vocoder para computadores
Hoje em dia, com a nossa tecnologia, pode-se sintetizar a voz não só através do uso de um sintetizador capaz de samples mas já existe plug-ins próprios para uso em PCs que permite o usuário a manipular a voz com certos softwares.

## Ver Também
- Espectro sonoro
- Síntese de voz
- Reconhecimento de fala
- Processamento de sinal de áudio